# Unròquides
Els Unròquides o Hunròquides (Francés Unrochides; Alemany Unruochinger; Anglés Unruochings) foren una família de nobles francs que es van establir a Itàlia. El llinatge deu el seu nom al primer membre rellevant, Unroch II de Friül.

## Títols i possessions
Els diferents membres de la família posseïen diversos títols al nord d'Itàlia, inclosos el de Marquès i Duc de Friül, un dels territoris establerts a l'est de les Marques de l'Imperi Germànic. La Marca de Friül era considerablement més extensa que l'actual Friül, formada per gran part de l'actual Vèneto i la província de Brescia a Llombardia. Malgrat tot, les principals possessions de la família es trobaven dins de l'actual França, al nord del riu Sena i al sud de Bèlgica. El monestir de la família, el centre del seu poder, es trobava a Cysoing, prop de Tournai.

## Membres
El rei Berenguer I d'Itàlia, n'era membre destacat de la família. Berenguer no va deixar hereus, malgrat això, els descendents de la seva filla Gisela i del seu marit Adalbert I d'Ivrea, Berenguer (fill de Gisella), Adalbert (net de Gisela) i Odó-Guillem (besnet de Gisela), són considerats Unròquides.
Membres notables de la família:
- Unroch II de Friül (?-853)
- Berenguer de Tolosa el Savi (?-835), fill d'Unroch II
- Eberard de Friül (?-866), germà de Berenguer el Savi
- Unroch III de Friül (840-874), fill d'Eberard
- Berenguer I d'Itàlia (843-924), fill d'Eberard.

## Genealogia
```
Humroch comte franc

|

Hunroch
, comte de Ternois († abans de 
853
), es va fer monjo a Saint-Bertin
casat amb Engeltrude
|
|->
Berenguer de Tolosa
, († 
837
), comte de Tolosa, duc i marquès de 
Septimània
 i/o 
Gòtia

|
|->Adalard, († 
864
), abat laic de Saint-Bertin i de Saint-Amand 
|
|->
Eberard
, marquès de 
Friül
 († 
866
)
casat amb 
Gisela (filla de Lluís el Pietós)

|
|->Eberar (
837
- † 
840
)
|
|->
Unroch III de Friül
 (v. 840 - † 
874
).
| casat amb Eva de Tours
|
|->
Berenguer de Friül, rei d'Itàlia i emperador
, (vers 
843
 - † 
924
) marquès de Friül, rei d'Itàlia i emperador
| casat amb Berta de Spoleto
| |
| |->
Gisela de Friül

| casada amb Adalbert, marquès d'Ivrea
| |
| |->
Berenguer II
 (vers 
900
 - † 
966
), rei d'Itàlia 
950
, ancestre dels comtes palatins de Borgonya
|
|->Adalard, († 
874
), abat de 
Cysoing

|
|->Raül, († 
892
), abat laic de Saint-Bertin, de Saint-Vaast d'Arras i de Cysoing 
|
|->Heilwida de Friül, (vers 
855
 - † vers 
895
) 
| casada: 1 Hucbald de Gouy, († 
890
) comte d'Ostrevant 
| casada: 2 Roger I, († 926), comte de Laon
| |
| |->
Raül
, comte d'Ostrevant, després comte de 
Vexin

| | |
| | |->
Casal de Vexin

| |
| |->Roger II, comte de Laon
|
|->Judit († després del 
895
)
|
|->Ingeltruda de Friül (vers 836 - † 867) casada amb Enric (830 – 886), marquès de Nèustria 
| |
| |->Hedwiga, casada a 
Otó I
, duc de Saxònia; fou la mare de l'emperador 
Enric I d'Alemanya
 l'Ocellaire, rei i emperador
|
|->Gisela († vers 863), monja de l'abadia de Sant Salvador de Brèscia.
```